# Mariana Nicolau
Mariana Nicolau (São José dos Campos, 16 de novembro de 1997) é uma jogadora de rugby de sete brasileira.
Ela competiu no torneio feminino nos Jogos Olímpicos de Verão de 2020, realizados em Tóquio, no Japão. Também representou o Brasil na Copa do Mundo de Rugby Sevens de 2022, na Cidade do Cabo, onde ficou em 11.º lugar geral.